# Cosmodrome de Plessetsk
Pour les articles homonymes, voir Plessetsk.
| \| Localisation de Plessetsk sur le territoire de la Russie (en jaune) · Plessetsk \| Localisation de Plessetsk sur le territoire de la Russie (en jaune) |
| Localisation de Plessetsk sur le territoire de la Russie (en jaune) · Plessetsk                                                                           |

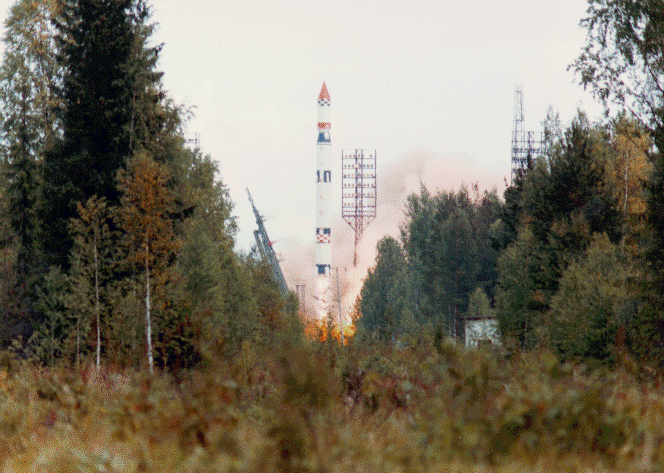
Lancement d'une fusée Cyclone-3 emportant un satellite Meteor-3 depuis le cosmodrome de Plesetsk le 15 août 1991

Le cosmodrome de Plesetsk ou parfois Plessetsk (en russe : Космодром Плесе́цк) est une base de lancement russe situé à 200 km au sud d'Arkhangelsk et à 800 km au nord de Moscou qui constitue le principal centre de lancement des satellites militaires du pays.
Le centre est créé en 1957 en tant que base de lancement des missiles balistiques intercontinentaux R-7 Semiorka avant d'accueillir à compter de 1966 des activités spatiales militaires. Des lancements de satellites civils, parfois étrangers y ont désormais lieu mais le centre comporte toujours des missiles balistiques opérationnels en silo. Le cosmodrome dispose de pas de tir dédiés aux lancements des fusées Molnia, Soyouz, Cosmos, Tsyklon, Rokot et on y achève en 2012 la construction d'installations de lancement pour la nouvelle fusée Angara.
L'existence de la base a été maintenue secrète jusqu'en 1983 malgré un rythme de lancement très élevé (1 500 tirs entre 1966 et 1997) qui s'est fortement ralenti depuis l'éclatement de l'Union soviétique. Plesetsk a été le siège de trois accidents au lancement en 1973, 1980 et 2002 ayant fait des victimes. La ville de  Mirny (oblast d'Arkhangelsk) a été créée au sud-ouest du polygone de tir qui couvre une superficie de 1 762 km2, pour accueillir les familles des personnes travaillant sur le cosmodrome.

## Historique

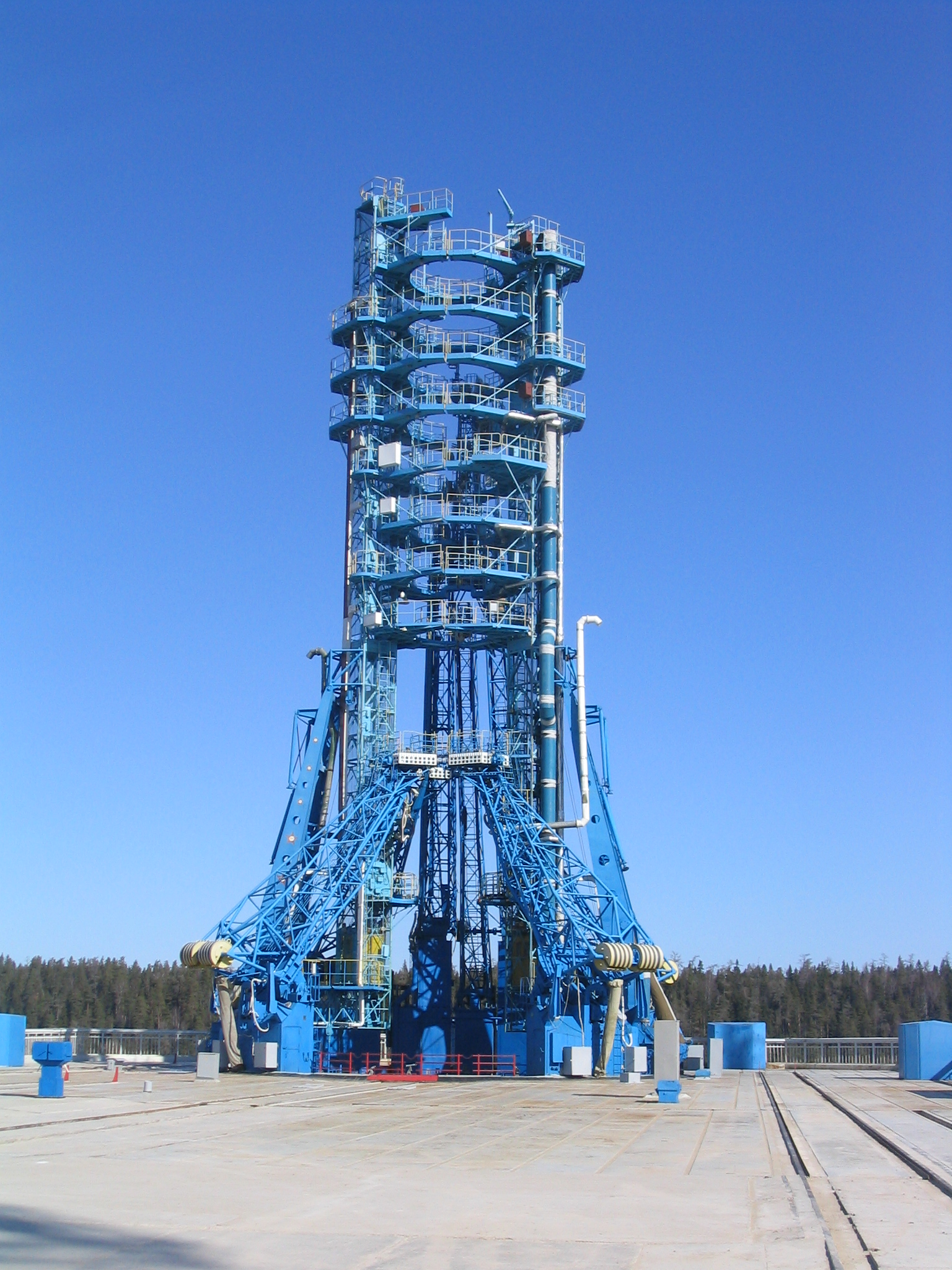
Installation de lancement de Soyouz à Plesetsk.

Le choix du site, situé très au nord, s'explique par sa raison d'être : servir de base de lancement pour les missiles balistiques intercontinentaux R-7 Semiorka devant atteindre les États-Unis depuis le territoire soviétique. Comme le chemin le plus court est de passer au-dessus de l'océan Arctique et que l'environnement est assez désertique, Plesetsk est donc tout désigné.
Les premiers militaires arrivent sur le site en février 1957 et connaîtront des conditions météorologiques très difficiles avec des températures allant jusqu'à −45 °C. Le commandement militaire sur place est assuré par le colonel Mikhaïl Grigoriev qui est nommé le 10 juillet 1957 et arrive à Plesetsk en septembre. Aucune installation n'étant déjà présente, il vit avec ses hommes dans cinq wagons jusqu'en mai 1958.
Les premiers pas de tir construits sont au nombre de quatre (de SK-1 à SK-4), auxquels s'ajoutent diverses installations radar, contrôle radio et autres services annexes comme l'alimentation en électricité et les routes. Le premier lancement a lieu le 30 juillet 1959 et le site est déclaré opérationnel le 15 décembre 1959 avec seulement deux pas de tir utilisables. Les deux autres le sont en 1961. Une gare est également construite dans le village de Plesetsk, avec comme but principal le transport des éléments des missiles. Une nouvelle ville a également été construite pour y héberger les différentes installations et a été nommée Mirny, signifiant « tranquille » ou « paisible » en russe.
L'existence du cosmodrome est gardé secrète durant plusieurs années. Mais les services de renseignement américains ont dès le début des années 1960 soupçonné le site d'être une base de lancement de missiles balistiques intercontinentaux. C'est en août 1960 que les premières photos des voies de chemins de fer sont prises par un satellite espion américain Corona, confirmant ainsi leurs soupçons. La révélation au public du site est l'œuvre d'un professeur de physique anglais, Geoffrey Perry et de ses étudiants qui ont analysé avec précision l'orbite du satellite Cosmos 112 (qui est alors le premier satellite lancé depuis cette base) en 1966 et en ont déduit qu'il n'avait pas pu être lancé depuis le cosmodrome de Baïkonour. Il faut attendre 1983 pour que l'Union soviétique admette l'existence du cosmodrome de Plesetsk.
En mai 1962, le général de division Stepan Chtanko remplace Mikhaïl Grigoriev. C'est durant son commandement qu'a lieu la crise des missiles de Cuba qui mettra la base de lancement soviétique en alerte maximale, le site étant une cible des États-Unis. À ce titre, un couvre-feu est instauré dans la zone résidentielle et des exercices de mobilisation sont régulièrement effectués.
En juillet 2007, plus de 2 000 lancements (dont plus de 1 500 d'engins spatiaux) ont été réalisés depuis Plesetsk, ce qui en fait le cosmodrome le plus actif de la Russie avec 60 % de tous ses lancements spatiaux. C'est durant la période soviétique que le cosmodrome a été le plus actif, mais depuis la chute de l'Union soviétique le nombre de lancements a fortement diminué en raison des difficultés économiques de la Russie. L'importance du cosmodrome a également diminué. Pour exemple, alors que durant les années 1980 plus de 60 % de tous les lancements étaient effectués depuis Plesetsk, le site n'assurait plus que 30 % de tous les lancements russes durant la période allant de 1996 à 1999. Mais son activité a repris depuis, car le cosmodrome de Baïkonour se trouve au Kazakhstan (qui est un État indépendant depuis 1991) et que ce dernier le loue à la Russie pour 115 millions de dollars par an. À cela peuvent s'ajouter des pénalités lorsque des fusées ayant subi un dysfonctionnement s'écrasent sur le territoire kazakhe. Tout cela a incité la Russie à déplacer plusieurs de ses installations militaires vers Svobodny et Plesetsk.
Bien qu'il ne soit pas situé idéalement pour le lancement de satellites sur des inclinaisons basses ou sur des orbites géostationnaires, en raison de sa haute latitude, des installations pour la nouvelle fusée russe Angara sont en cours de construction à Plesetsk.

### Activités
Dans les années 2000/2010, Soyouz, Cosmos-3M, Rokot et Tsyklon sont lancés depuis le cosmodrome de Plesetsk. Les fusées Proton et Zenit ne peuvent être lancées que depuis Baïkonour.
119 lancements ont effectué depuis cette base à partir de 1998 :
- 1998 : 6
- 1999 : 6
- 2000 : 5 (2 échecs)
- 2001 : 6
- 2002 : 10 (1 échec)
- 2003 : 7
- 2004 : 5 (1 échec)
- 2005 : 6 (2 échecs)
- 2006 : 5
- 2007 : 5
- 2008 : 6
- 2009 : 8 (1 échec)
- 2010 : 6
- 2011 : 7 (2 échecs)
- 2012 : 3
- 2013 : 7
- 2014 : 9
- 2015 : 7 (1 échec)
- 2016 : 5
- 2022 : 1 (RS-28 Sarmat)
- 2023 : 1[9]

## Installations

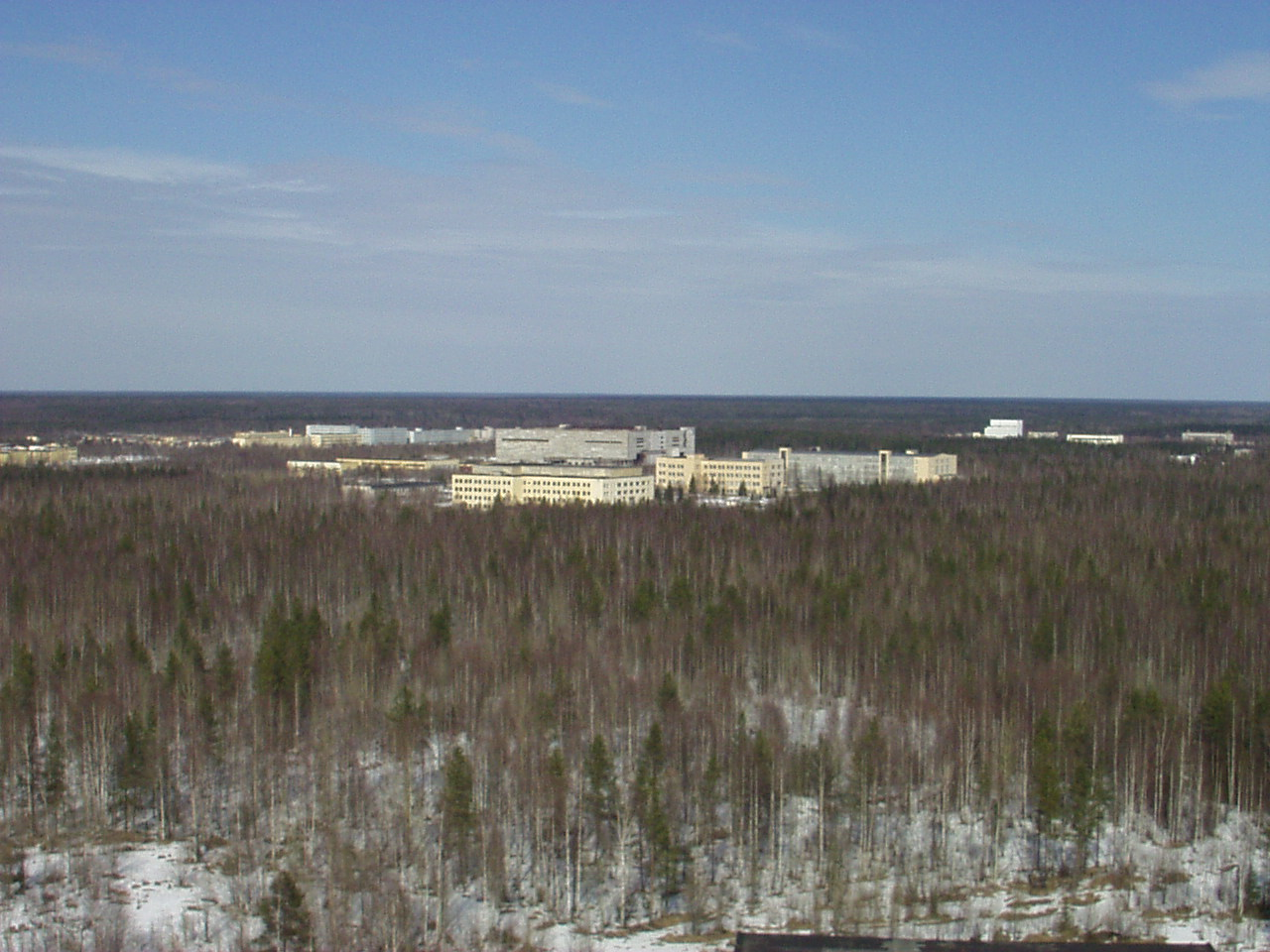
Un des sites d'assemblage des satellites près de Mirny en avril 2005

Le cosmodrome dispose de neuf pas de tir répartis sur six complexes de lancement situés à plusieurs dizaines de kilomètres au nord-est de Plesetsk. À cela s'ajoutent six complexes d'assemblage et de test des engins spatiaux.
Un aéroport, l'aéroport de Pero, a été construit à environ six kilomètres à l'est de Plesetsk.

### Commandants
Plusieurs commandants se sont succédé à Plesetsk depuis sa création en 1957. Voici leurs noms jusqu'en 2003 :
| - M.G. Grigoriev - S.F. Chtanko | - G.Ie. Alpaidze - Iou.A. Iachine | - V.L. Ivanov - G.A. Kolesnikov | - I.I. Oleïnik - A.N. Perminov | - A.F. Ovtchinnikov - G.N. Kovalenko |

### Accidents

Images de la NASA de l'incendie de Plessetsk les 20 septembre- 2024- et 21 septembre 2024

Le cosmodrome de Plesetsk a été le lieu d'accidents ayant causé la mort de plusieurs personnes :
- le 26 juin 1973, neuf personnes sont tuées dans l'explosion d'une fusée Cosmos-3M qui était prête au lancement[1],
- le 18 mars 1980, lors de la catastrophe de la rampe de lancement 43/4, cinquante personnes meurent dans l'explosion d'une fusée Vostok-2M avec à son bord un satellite Tselina, lors de la phase de remplissage des réservoirs[1],
- le 15 octobre 2002, une fusée Soyouz emportant à son bord une charge scientifique commence à se désintégrer 20 secondes après son lancement de Plesetsk et explose 9 secondes plus tard, éparpillant des débris tout autour du site de lancement. L'explosion a tué un jeune soldat de 20 ans, Ivan Martchenko, qui regardait le décollage d'un site se trouvant à un kilomètre du pas de tir. Huit autres soldats se trouvant avec Ivan Martchenko ont également été blessés, dont six ont été hospitalisés. Des fragments de la fusée sont tombés dans la forêt et ont causé un début d'incendie. Le pas de tir a également été endommagé par la chute d'un morceau d'un booster.
- le 19 ou 20 septembre 2024, un essai d'un RS-28 Sarmat échoue, provoquant un incendie et détruisant un silo de lancement[12],[13],[14].

## Honneur
L'astéroïde (16358) Plesetsk est nommé en son honneur.